# Berberis amurensis
Berberis amurensis là một loài thực vật có hoa trong họ Hoàng mộc. Loài này được Rupr. mô tả khoa học đầu tiên năm 1857.